# Aller (Spanien)
Aller ist eine Gemeinde (concejo in Asturien, entspricht municipio im übrigen Spanien) im Süden der autonomen Region Asturien in Spanien.
Die Gemeinde mit ihren 10.012 Einwohnern (Stand: 2024) hat eine Fläche von 376 km². Der Hauptort und Verwaltungssitz ist Cabañaquinta.

## Geographie und Klima
Die höchste Erhebung ist der Esturbín de Valverde mit 2.115 Metern. Im Verlauf des Aller werden seit langem große Kohlevorkommen abgebaut.
Angenehm milde Sommer wechseln mit ebenfalls milden, selten strengen Wintern. In den Hochlagen können die Winter durchaus streng werden.

## Wappen
- links oben: die Burgen von Soto, Pelúgano und El Pino
- rechts oben: das Wappen der Familie Quirós
- links unten: das Wappen der Familie Solís
- rechts unten: das Wappen der Familien Castañón und Nembra
- Mitte: das Siegeskreuz

## Politik
Die 17 Sitze im Gemeinderat werden alle vier Jahre gewählt und verteilen sich wie folgt:
| Sitzverteilung im Gemeinderat von Aller | Sitzverteilung im Gemeinderat von Aller | Sitzverteilung im Gemeinderat von Aller | Sitzverteilung im Gemeinderat von Aller | Sitzverteilung im Gemeinderat von Aller | Sitzverteilung im Gemeinderat von Aller | Sitzverteilung im Gemeinderat von Aller | Sitzverteilung im Gemeinderat von Aller | Sitzverteilung im Gemeinderat von Aller | Sitzverteilung im Gemeinderat von Aller | Sitzverteilung im Gemeinderat von Aller |
| --------------------------------------- | --------------------------------------- | --------------------------------------- | --------------------------------------- | --------------------------------------- | --------------------------------------- | --------------------------------------- | --------------------------------------- | --------------------------------------- | --------------------------------------- | --------------------------------------- |
| Partei                                  | 1979                                    | 1983                                    | 1987                                    | 1991                                    | 1995                                    | 1999                                    | 2003                                    | 2007                                    | 2011                                    | 2015                                    |
| PSOE                                    | 8                                       | 11                                      | 9                                       | 8                                       | 10                                      | 10                                      | 8                                       | 7                                       | 7                                       | 6                                       |
| PP                                      | 0                                       | 6                                       | 5                                       | 6                                       | 5                                       | 6                                       | 7                                       | 7                                       | 5                                       | 4                                       |
| IU                                      | 2                                       | 2                                       | 2                                       | 1                                       | 1                                       | 1                                       | 2                                       | 3                                       | 3                                       | 3                                       |
| UCD/CDS                                 | 11                                      | -                                       | 2                                       | 1                                       |                                         |                                         |                                         |                                         |                                         |                                         |
| CAI                                     |                                         | 2                                       | 3                                       |                                         |                                         |                                         |                                         |                                         |                                         |                                         |
| PAS-UNA                                 |                                         |                                         |                                         | 1                                       |                                         |                                         |                                         |                                         |                                         |                                         |
| LA                                      |                                         |                                         |                                         |                                         | 1                                       |                                         |                                         |                                         |                                         |                                         |
| FAC                                     |                                         |                                         |                                         |                                         |                                         |                                         |                                         |                                         | 2                                       | 2                                       |
| Xente por Ayer/Aller                    |                                         |                                         |                                         |                                         |                                         |                                         |                                         |                                         |                                         | 1                                       |
| AIPA                                    |                                         |                                         |                                         |                                         |                                         |                                         |                                         |                                         |                                         | 1                                       |
| Total                                   | 21                                      | 21                                      | 21                                      | 17                                      | 17                                      | 17                                      | 17                                      | 17                                      | 17                                      | 17                                      |

## Wirtschaft
| TOTAL | 3.107 | 100   |
| Ackerbau, Viehzucht und Fischerei                                                                              | 314   | 10,11 |
| Industrie | 906   | 29,16 |
| Bauwirtschaft                                                                                                  | 379   | 12,20 |
| Dienstleistungsbetriebe                                                                                        | 1.508 | 48,54 |
| * Daten aus dem Statistischen Amt für Wirtschaftliche Entwicklung in Asturien, Stand 2009 (PDF; 109 kB), SADEI |       |       |

## Einwohnerentwicklung
| Grafische Darstellung der Bevölkerungsentwicklung |
| ------------------------------------------------- |
| Quelle: INE grafische Aufarbeitung für Wikipedia  |

## Parroquias
Aller ist in 18 Parroquias gegliedert:
| - Bello - Boo - Cabañaquinta - Caborana - Casomera - Conforcos | - Cuérigo - El Pino - Llamas - Moreda - Murias - Nembra | - Pelúgano - Piñeres - Santibáñez de La Fuente - Serrapio - Soto - Vega |

## Kultur und Sehenswürdigkeiten

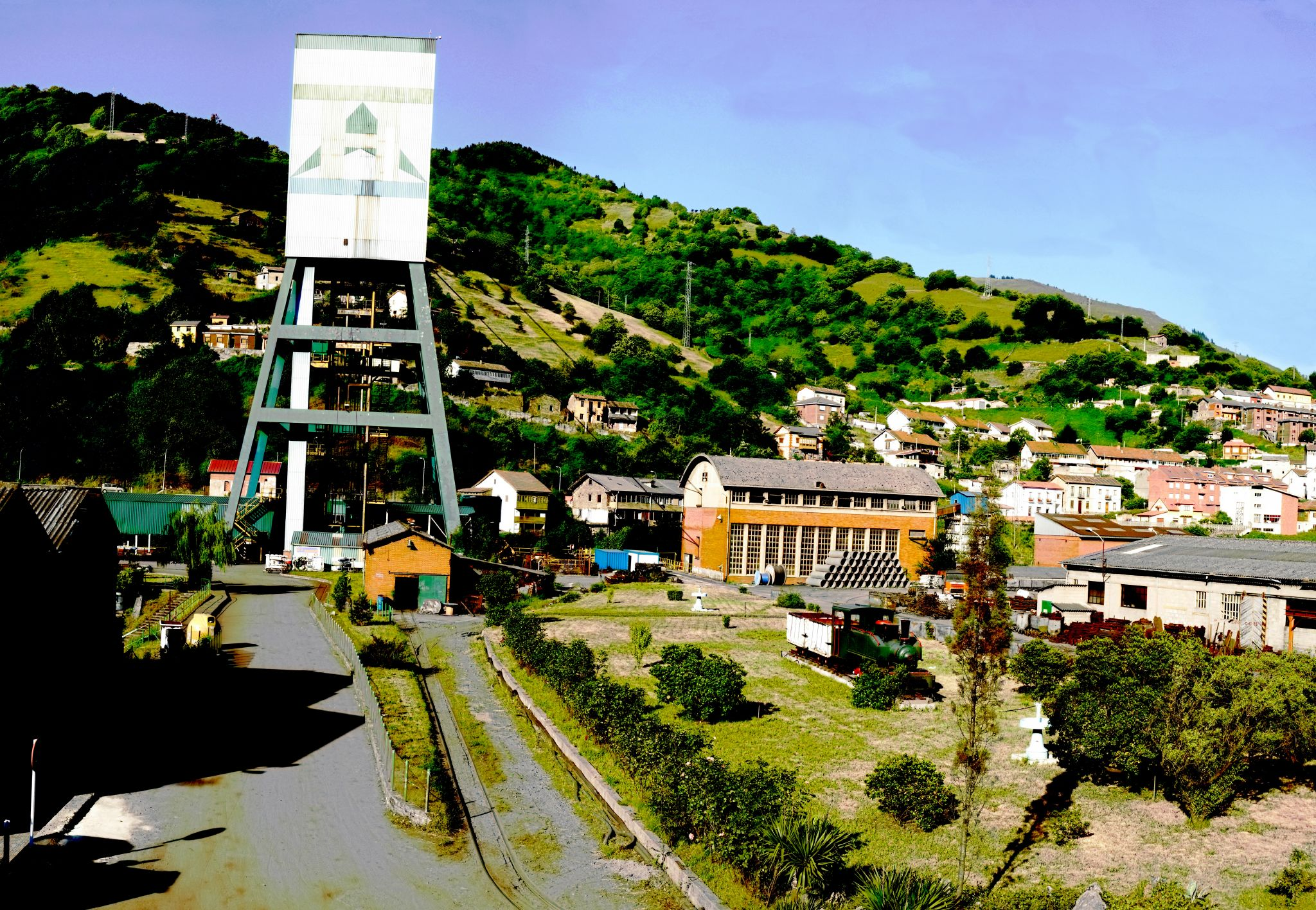
Förderturm der Kohlemine „Santiago“ der Hunosa in Aller, 2006

- die Megalithen von El Padrún im Kirchspiel Boo
- viele weitere Kirchen und Bauten aus mehreren Jahrhunderten

### Regelmäßige Veranstaltungen (Fiestas)
Jährlich findet am 8. September das Fest der Martinsgemeinschaft „los Humanitarios de San Martín de Moreda“ statt.

## Söhne und Töchter
- José Suárez (* 19. September 1919; † 6. August 1981), Schauspieler
- José Campo Castañon (* 21. Juni 1921; † 16. Mai 1992), Lyriker und Dichter